# PP-19-01
Die PP-19-01 „Witjas“ (russisch ПП-19-01 „Витязь“) ist eine Maschinenpistole des russischen Herstellers Ischmasch. Sie wurde konzipiert, um das Feuergefecht in örtlich beengten Verhältnissen, etwa dem Häuserkampf oder aus dem Inneren von Fahrzeugen führen zu können. Hauptsächlich wird die Waffe bei der Spezialeinheit OMON sowie bei anderen Spezialkräften der Polizei und des Geheimdienstes genutzt, wo sich das Vorgängermodell PP-19 Bison nicht richtig durchsetzen konnte.

## Technik
Die PP-19-01 wurde auf Anforderung der Spezialeinheit „Witjas“ aus der PP-19 Bison entwickelt und erhielt deswegen ihren Beinamen. Viele Komponenten der Waffe gleichen wie bei der PP-19 dem Sturmgewehr AKS-74U des gleichen Herstellers, was die Ausbildungszeit erheblich verkürzte. Durch das Verwenden der 9 × 19-NATO-Standardmunition konnte die Waffe als einfacher Rückstoßlader mit Masseverschluss ausgeführt werden. Die Waffe ist in der Lage, die wesentlich stärkere russische panzerbrechende Munition vom Typ 7N21 im selben Kaliber zu verschießen. Um die geringere Magazinkapazität gegenüber der Bison zu kompensieren, wurde der Nachlademechanismus so gestaltet, dass zwei Magazine problemlos zu einem Block verbunden werden können. Diese Variante ersetzt das improvisierte Zusammenkleben zweier Magazine und beschleunigt den Magazinwechsel erheblich. Auf einer optionalen Picatinny-Schiene können zusätzliche Zielhilfen installiert werden.

## PP-19-01 SN

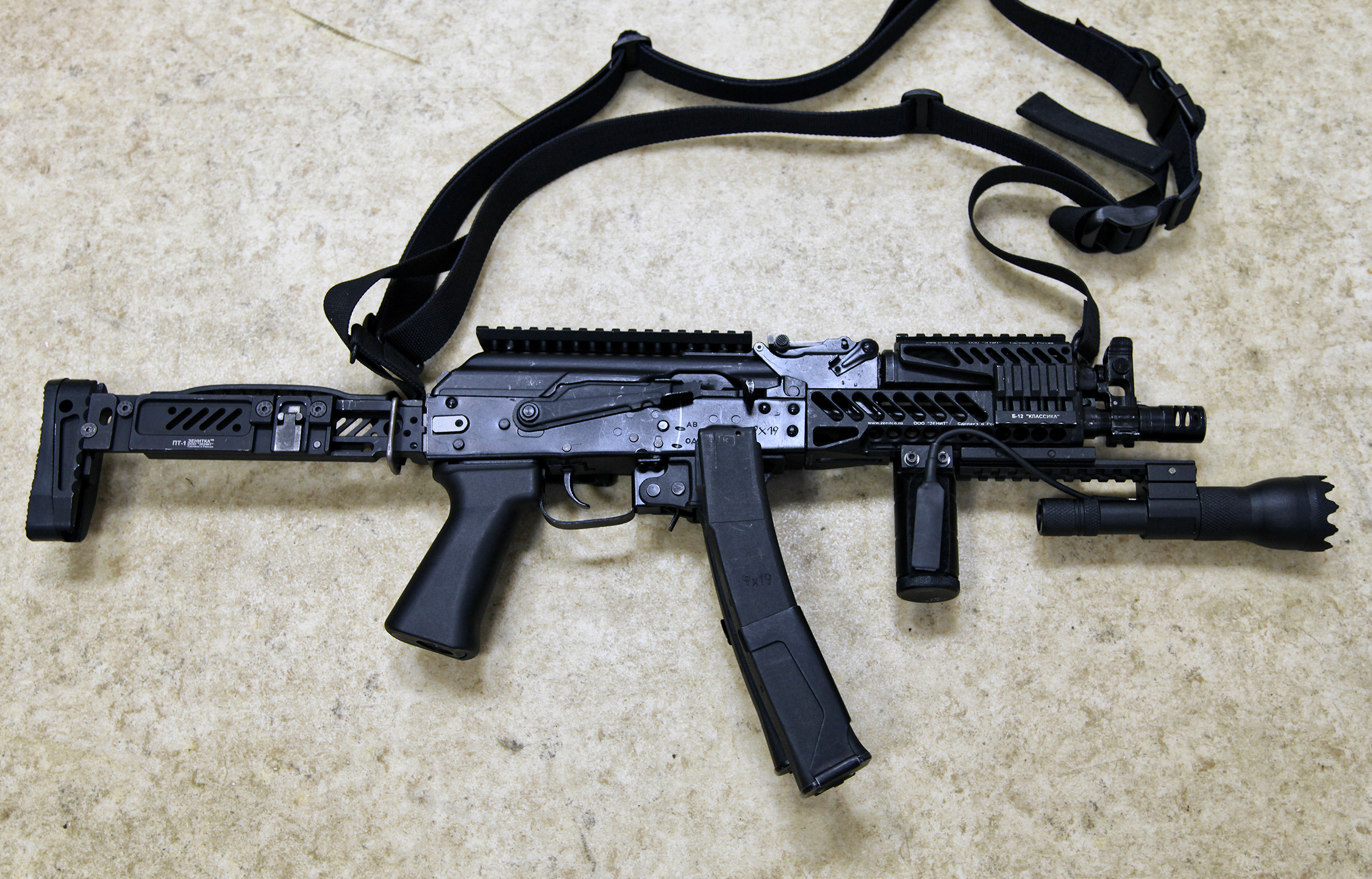
PP-19-01 SN

Die PP-19-01 SN ist eine Variante der PP-19-01 mit einer zusätzlichen Picatinny-Schiene und einem zusätzlichen Sicherungshebel auf der linken Seite des Verschlußgehäuses. Der Spannhebel wurde nach links verlegt.

## Vergleichbare Waffen
- Heckler & Koch MP5
- Colt 9mm SMG